# 아몬드

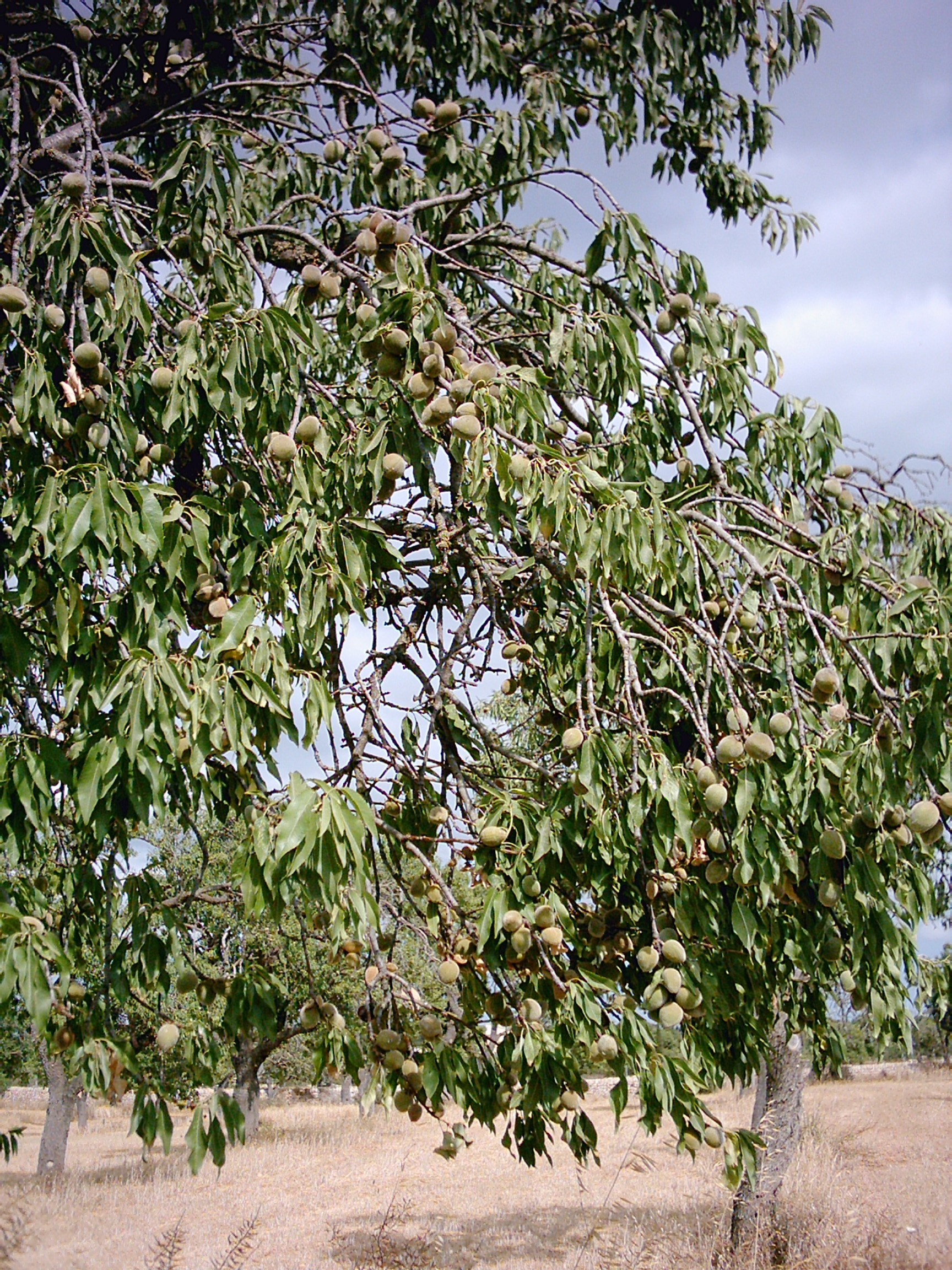
익어가는 아몬드 나무.
(스페인 마요르카.)

아몬드(학명: Prunus dulcis, 영어: almond)는 장미목 장미과 벚나무속에 속한 중동 원산의 식물이다. 쌍떡잎 식물이며 과육 껍질에는 주름이 잡혀 있다.
나무에서 나는 씨앗이 대개 사람들이 알고 있는 아몬드로 대개는 도토리와 같은 견과류로 생각하지만 사실은 복숭아나 자두 같은 핵과에 해당한다.
아몬드 나무는 낙엽수이며 4-10m로 자란다. 줄기는 대개 직경 30cm로 자라며 어린 싹이 먼저 나고 햇빛을 받으면서 자줏빛을 띤다. 2년째가 되면 회색이 된다. 잎은 1.2-4cm 정도로 자라며 꽃은 흰색이나 옅은 분홍색으로 5개의 잎이 나는 3–5cm 크기다.

## 유래
아몬드의 원산지는 인도 북부에서 서쪽으로 시리아, 이스라엘, 터키인 것으로 보고 있다. 고대 지중해 해안을 따라 북부 아프리카와 남부유럽으로 퍼졌으며 근대에 이르러 세계 전역으로 퍼졌다.
야생종 아몬드는 고대 레바논과 시리아에서 자라면서 재배종으로 자라기 시작했다. 글리코시드를 함유하고 있으나 열매에 충격을 가하거나 씹으면 영양소가 청산, 시안화 수소 등으로 변형된다. 경작이 이뤄지기 전 야생 아몬드는 식재료로 수확됐으며 독소를 없애기 위해 구워먹었다.

### 어원
단어 "almond"는 아몬드를 뜻하는 그리스어 ἀμυγδαλή(amygdale)로부터 라틴어 amandula를 거쳐 고대 프랑스어 almande ; alemande에서 유래했다. 어두의 a- 가 al- 이 된 것은 아랍어의 정관사 al 과 혼동한 것으로 보인다.
형용사로 아몬드 열매 모양처럼 생긴 것을 "amygdaloid"라고 부르며 겉모양이 타원과 사각형 중간인 것을 지칭한다.

## 생산

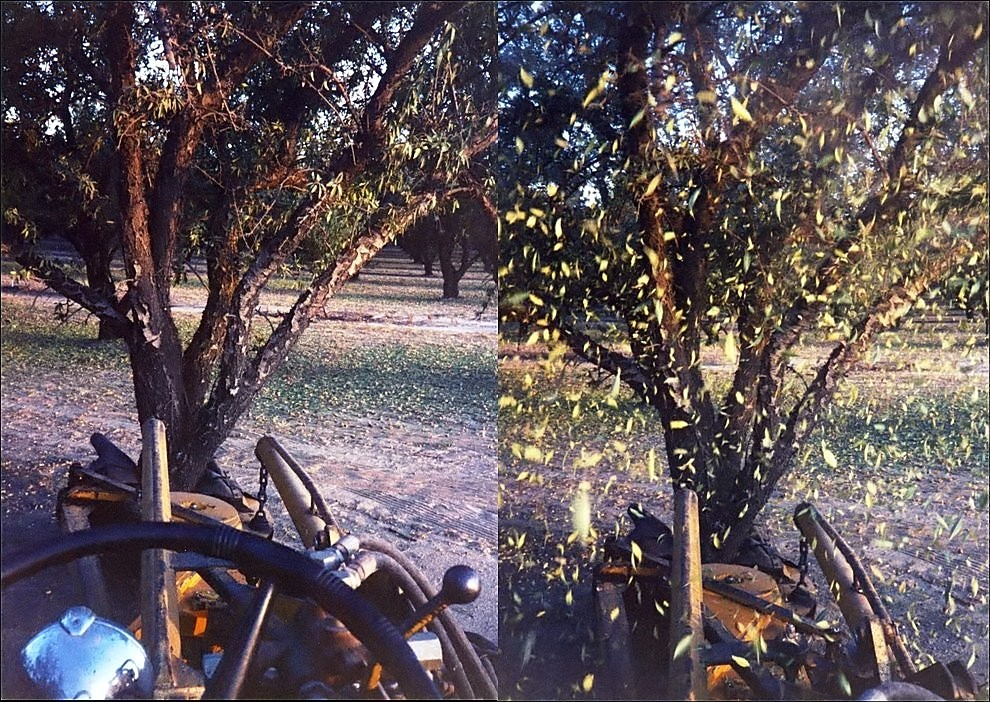
아몬드를 수확하기 위해 흔드는 모습.

전 세계적으로 아몬드의 생산량은 170만 톤에 해당하며 1995년 100만 톤으로 최저점에 이르렀다 2002년 185만톤의 최고점에 달했다.(FAO) 주요 생산국으로는 미국(715623 t, 41%), 스페인(220000 t, 13%), 시리아(119648 t, 7%), 이탈리아(112796 t, 6%), 이란(108677 t, 6%), 모로코(83000 t, 5%)이다. 알제리, 튀니지, 그리스가 3%, 터키, 중국, 레바논이 2%를 생산한다.

## 기름
아몬드기름("Oleum Amygdalae")은 땅콩 맛이 나며 향이 약한 편이다. 물에 녹지 않으며 올리브유를 대체하여 쓰기도 한다.
단 맛이 나는 아몬드유는 말린 씨앗을 짜서 만드는 것이다. 전통적으로 안마를 할 때 아몬드유를 발라서 마사지를 했다고 하는데 근육통을 푸는 데 쓰였다고 한다. 필수지방산이 많으며 오메가3가 많아 피부 화장품에도 많이 쓴다. 오보에나 클라리넷 같은 목관 악기의 통에 바르는 역할도 한다.

## 아몬드 밀크
아몬드를 가공해서 만든 제품으로 아몬드 밀크(Almond milk)도 있다. 두유처럼 아몬드를 갈아서 만든 음료이며, 우유에 비해 열량이 낮고, 유당이 없기 때문에 유당불내증이 있는 사람에게 좋은 영양식이 되고 있다. 그리고 포화지방산이 매우 낮고, 불포화지방산이 풍부하다.

## 영양
아몬드는 탄수화물이 거의 없어서 저탄수화물 식단을 위한 케이크나 과자를 만들기 위해 쓸 수 있으며 당뇨 환자를 위해서도 좋은 식품이다. 아몬드 가루는 밀 알레르기나 아이들이 지방변증을 갖고 있을 경우에 좋다.
아몬드는 비타민 E를 많이 함유하고 있는 식품이며 100g 당 24mg을 갖고 있다. 저밀도 콜레스테롤을 낮추는 데 유용한 단불포화지방산이 많은 식품이라는 것도 좋은 점이다.

## 그 외
아몬드는 초콜릿으로도 만든다. 지중해성 기후에서 쉽게 자란 아몬드와 열대 지방에서 자생하게 되어 있는 코코아를 조합하여 아몬드 초콜릿도 만들 수 있고, 심지어는 아몬드 초코볼도 물론 따로 선보인다.

## 같이 보기
- 땅콩
- 호두
- 살구씨
- 풋아몬드